# Bożena Szczepińska
Bożena Szczepińska (ur. 18 lipca 1940 w Baranowiczach zm. 2 października 2007) – polski filolog, doktor habilitowany nauk humanistycznych w zakresie językoznawstwa. Zajmowała się dialektologią, historią języka polskiego, onomastyką, polskim językiem religijnym, translatoryką biblijną. Pracowała w Instytucie Filologii na Wydziale Filologiczno-Historycznym Uniwersytetu Gdańskiego. Należała do Komisji Języka Religijnego Rady Języka Polskiego.

## Kariera naukowa
Zajmowała się głównie przekładami biblijnymi. Wśród przekładów katolickich Biblię Tysiąclecia podawała jako przykład przekładu konfesyjnego (związanego z konkretnym wyznaniem), natomiast przekład ekumeniczny Nowego Testamentu uznała za bezkonfesyjny. Ten drugi skrytykowała jednak za nadmierne nowatorstwo, zarzucając mu, że wprawdzie został pozbawiony archaizmów, ale przy okazji również i stylu biblijnego, oraz że spośród wszystkich przekładów ostatniego pięćdziesięciolecia najbardziej odbiega od konwencji biblijnych. Przekład ekumeniczny Ewangelii Mateusza pochwaliła natomiast za to „że używa słownictwa potocznego, że stosuje leksykę typową dla potocznej polszczyzny współczesnej”.
Jej zdaniem tłumacz biblijny powinien dobrze znać wyjściowy język tekstu, posiadać dobrą orientację w języku docelowym i ze szczególną pieczołowitością musi zapoznać się z utrwalonym przez wieki polskim językiem religijnym. Tłumaczom biblijnym zarzuciła niekonsekwencję i marginalizowanie roli językoznawców.

## Publikacje
- O wierne i wyraziste słowo przekładowe : Anny Świderkówny tłumaczenie Ewangelii według św. Mateusza. „Gdańskie Studia Językoznawcze”. 7, s. 137–164, 2000.
- Ewangelie tylekroć tłumaczone... : studia o przekładach i przekładaniu. Gdańsk: Wydawnictwo Uniwersytetu Gdańskiego, 2005. ISBN 83-7326-278-4. Brak numerów stron w książce
- Ewangelie wielekroć tłumaczone. Polskie przekłady Ewangelii ostatniego półwiecza, [w:] Od liryki do retoryki. W Kręgu słowa, literatury i kultury. Prace ofiarowane Profesorom Jadwidze i Edmundowi Kotarskim, pod red. I. Kadulskiej i R. Grześkowiaka, Gdańsk: UG 2004, s. 385–413.
- Problemy przekładu i interpretacji, czyli o Jezusowym: „Kto nie bierze swego krzyża...”, [w:] W świecie słów i znaczeń. Księga pamiątkowa dedykowana Profesorowi Bogusławowi Krei, Gdańsk: UG 2001, s. 297–307.